# Souleymane Faye (chanteur)
 (mars 2015).
Si vous disposez d'ouvrages ou d'articles de référence ou si vous connaissez des sites web de qualité traitant du thème abordé ici, merci de compléter l'article en donnant les références utiles à sa vérifiabilité et en les liant à la section « Notes et références ».
Souleymane Faye est un chanteur sénégalais né à Dakar (Sénégal) en 1951.
Il a été pendant quelque temps le chanteur du fameux[non neutre] groupe sénégalais Xalam II pendant les années 1980. Il se produit régulièrement en concert dans les clubs de Dakar. Connu comme le « Bob Dylan sénégalais » par la richesse et la poésie dans ses chansons. Avec plus 50 ans de carrière musicale il a touché et analysé profondément plusieurs aspects de la culture sénégalaise. Ces chansons peuvent être considérées comme une source pour interroger anthropologiquement la société sénégalaise.
Il aurait marché seul, pendant des jours avec sa guitare du Canada à New York aux USA après avoir boudé un concert du groupe Xalam au Canada et avait décidé de rejoindre New York à pied. Il dormait à la tombée de la nuit dans des garages, hangars et voitures abandonnées. 
Jules Faye est aussi connu pour la théâtralité qu'il porte sur ses vidéos, concerts, etc. On l'a vu arriver en concert avec une valise sur la tête, ou vêtu comme un lutteur traditionnel sénégalais.

## Discographie
Disques solo :
| Disques | Année |
| ------- | ----- |
| Nitki   | 2000  |
| Guëw    | 2001  |

En collaboration avec Coumba Gawlo Seck :
| Disques       | Année |
| ------------- | ----- |
| Gawlo & Diego | 2003  |

En collaboration avec le duo français Antiquarks (Richard Monségu et Sébastien Tron) :
| Disques | Année | Label                              |
| ------- | ----- | ---------------------------------- |
| Adduna  | 2022  | Label du Coin, InOuïe Distribution |